# Liliom (színmű)
A Liliom Molnár Ferenc egyik leghíresebb színdarabja, melyet 1909-ben írt. Ősbemutatóját is 1909-ben tartották a Vígszínházban. Richard Rodgers és Oscar Hammerstein Carousel című musicaljének alapjául is szolgált.
„Egyszóval a Liliom giccs, méghozzá nagyon jól megírt giccs, olyan, amelyet a jövő színházai is játszani fognak, akár A sasfiókot.” – írta róla Gyárfás Miklós 1978-ban.

## Főbb szereplők
- Liliom – körhintáslegény

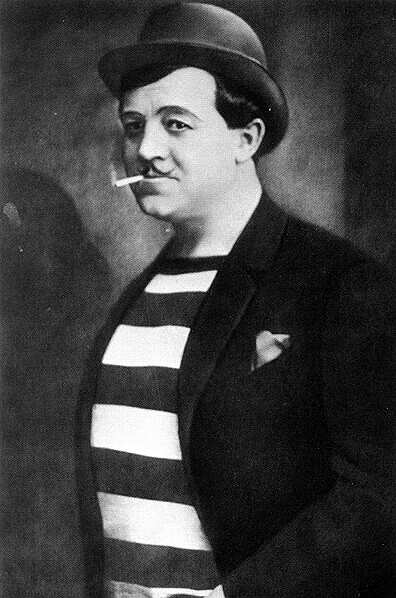
Csortos Gyula, Liliom, 1919

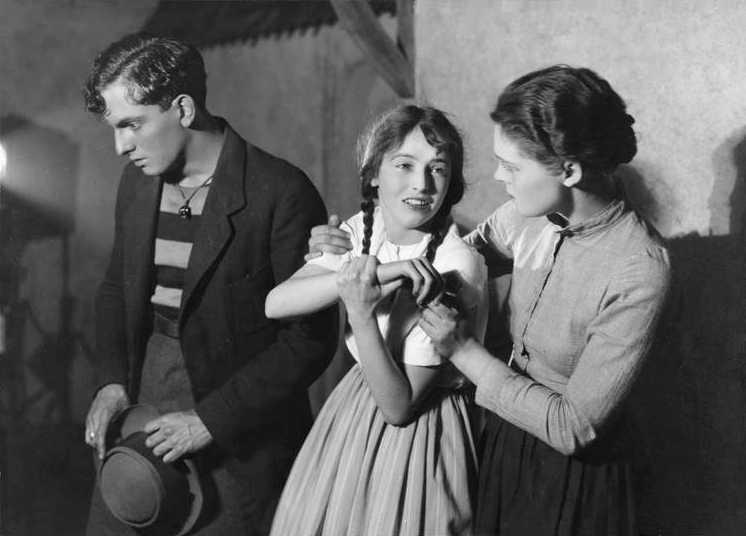
Az 1921-es New York-i előadás színpadképén Joseph Schildkraut, Evelyn Chard és Eva Le Gallienne

- Juli – cselédlány, aki beleszeret Liliomba
- Mari – Juli barátnője
- Ficsúr – Liliom barátja, bűnöző
- Muskátné – a körhinta tulajdonosa, ahol Liliom dolgozik
- Hollunderné – özvegy fényképész, nála lakik Juli és Liliom miután összeházasodtak

## Története
Liliom, a körhinta kikiáltója beleszeret Julikába, a cselédlányba, mindketten elveszítik munkájukat, Liliom rosszul bánik a lánnyal, pedig szereti őt. Amikor megtudja, hogy a lány várandós, örül és elhatározza, hogy előteremti a családi élethez szükséges anyagi forrásokat. Visszatér Muskátnéhoz, aki szerelmes a férfiba. Ficsúrral, bűnöző barátjával próbál pénzt szerezni, ez katasztrófába torkollik. Ficsúr elmenekül, Liliom pedig megöli magát. A játék a túlvilágon folytatódik, ahonnan Liliomot még egyetlen napra "visszaengedik" a Földre.

## Első bemutatói a Vígszínházban
A darab magyarországi bemutatóján, 1909-ben megbukott.
Az eredeti szereposztás:
- Liliom: Hegedűs Gyula
- Juli: Varsányi Irén
- Mari: M. Harmath Hedvig
- Ficsur: Szerémy Zoltán
- Hugó: Tapolczai Dezső
- Linzmann: Fenyvesi Emil
- Muskátné: V. Haraszthy Hermin
- Lujza: Bányai Irén
- Hollunderné: Kiss Irén
- a fia: Harsányi Rezső
- Kádár: Sarkadi Aladár
- Esztergályos: Kárpáti
- Kapitány: Bihari Ákos
- Öreg rendőr: Vendrey Ferenc
- Első lovasrendőr: Gyarmathy Gusztáv
- Második lovasrendőr: Dayka Balázs
- Berkovics: Kassai Győző
- Budai rendőr: Győző Lajos
- Első detektív: Tihanyi Miklós
- Második detektív: Kazaliczky Antal
- Kovács: Gábor
- Első kis cseléd: Kelemen M.
- Második kis cseléd: Perényi S.

1912-ben szerződtették Csortos Gyulát a Vígszínházhoz, amely erős gazdasági pozíciót és művészi rangot vívott ki magának, valamennyi szerepet híres színésszel játszatott.
Csortos Gyula fiatalságot és erőt ötvöző szenvedélyes emberábrázolása felfrissítette a színház játékstílusát. A szerzők és különösen Molnár Ferenc ragaszkodott hozzá, és a darab második vígszínházi bemutatóján, 1919-ben sikerre is vitte a korábban megbukott Liliomot.
„A Vígszínház kitűnő előadásában a Liliom szinte káprázatos hatást tett – a közönség egy része különösen élvezettel habzsolta a darab megríkató szentimentalizmusát és érzék-csiklandó mozzanatait s harsogva nevetett még kevésbbé sikerült élcein is.”

## Világhír

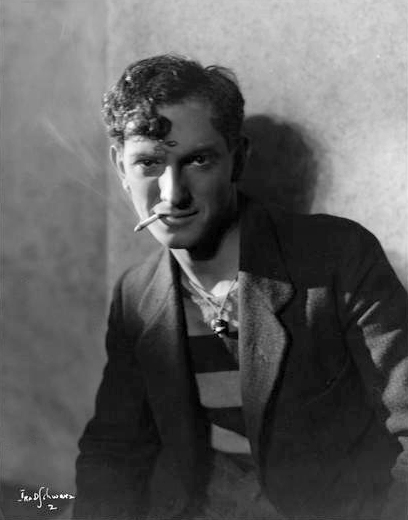
Joseph Schildkraut a New York-i bemutató címszereplője (1921)

A darab igazi siker volt Benjamin Glazer fordításában a Broadwayn, 1921-ben.
1926-ban Londonban Ivor Novello játszotta Liliomot.
1939-ben az Orson Welles-rendezte egyórás rádiós adaptációban maga Welles játszotta a főszerepet. Julit Helen Hayes, Muskátnét Agnes Moorehead alakította. A műsorból készült felvétel ma is meghallgatható online.
1940-ben ismét színházi előadásként mutatták be Amerikában, New Yorkban Burgess Meredith és Ingrid Bergman főszereplésével, Ficsúrt Elia Kazan játszotta.

## Dramaturgiai újragondolások
1982-ben a szolnoki Szigligeti Színház mutatta be a darabot Babarczy László rendezésében, Lukáts Andor (Liliom) és Fehér Anna (Julika) főszereplésével. Babarczy újragondolta a darab szerkezetét és cselekményét. A hatodik és a hetedik képet, melyben Liliom a másvilágon van és tizenhat évvel később meglátogatja Julikát és lányát az ötödik kép elé helyezte, így Liliom lelkének története lázálomként jelent meg a csirkefogó halála előtt. Az előadást végül az ötödik kép zárta, melyben Liliom meghal és elbúcsúzik kedvesétől. Babarczy ezzel a koncepcióval még négyszer vitte színre a darabot: Kaposváron (1983), Újvidéken (1990), a Vígszínházban (1993) és Marosvásárhelyen (2000).

## 21. századi hazai bemutatók
- 2009: „…nem is örökzöld, hanem örökvirágzó…” [6]
- 2014: „A darab legszebb és legdrámaibb csúcspontja az utolsó jelenet, Liliom halála. Talán addig a pillanatig nem is igazán értjük mit is keres egymás mellett ez a két ember, de ahogy Juli próbálja »visszahúzni« Liliomot a halálból megértjük, hogy bár még maguknak sem vallanák be, de örökre összetartoznak.”[7]
- 2016: „Julika, a cselédlány soha többé nem megy haza kimenőjéről, hanem a körhintás-csalogató Liliom kedvese lesz. Liliomot a körhinta-tulajdonos Muskátné, a férfi szeretője rúgja ki, amiért kiáll a kis cselédbogár mellett. Liliom és Julika együtt nyomorognak, közben Julika gyereket vár, ám Liliom türelmetlenül, rosszul bánik vele. Pedig szeretik egymást, igaz, mély szerelemmel. Olyan szerelemmel, ami ebben a világban nem is érthető, és nem is teljesülhet be igazán, és ami talán számukra is felfoghatatlan. De egymás iránt érzett hűségük még Liliom halála után is kitart, és örökre összeköti őket.”[8]

## Fordítás
- Ez a szócikk részben vagy egészben  a   Liliom című angol Wikipédia-szócikk ezen változatának fordításán alapul.  Az eredeti cikk szerkesztőit annak laptörténete sorolja fel. Ez a jelzés csupán a megfogalmazás eredetét és a szerzői jogokat jelzi, nem szolgál a cikkben szereplő információk forrásmegjelöléseként.